# فرسدارف
فرسدارف (به آلمانی: Fraßdorf) یک منطقهٔ مسکونی در آلمان است که در زودلیشس آنهالت واقع شده‌است. فرسدارف ۲۴۲ نفر جمعیت دارد.